# Elezioni presidenziali in Indonesia del 2004
Le elezioni presidenziali in Indonesia del 2004 si tennero il 5 luglio (primo turno) e il 20 settembre (secondo turno).